# Sawahan (Turen)
Sawahan is een bestuurslaag in het regentschap Malang van de provincie Oost-Java, Indonesië. Sawahan telt 7750 inwoners (volkstelling 2010).